# 혹성탈출: 종의 전쟁
《혹성탈출: 종의 전쟁》(영어: War for the Planet of the Apes)는 2017년 개봉한 미국의 영화로, 2014년 영화 《혹성탈출: 반격의 서막》의 속편이다. 전편에 이어 맷 리브스 감독이 다시 연출하였고, 앤디 서키스, 카린 코노발, 테리 노터리도 이어 출연한다. 유인원 측에 스티브 잔, 인간 측에 우디 해럴슨이 새로 캐스팅되었다.

## 출연

### 유인원
- 앤디 서키스 - 시저 역
- 스티브 잔 - 나쁜 유인원 역
- 케린 코너벌 - 모리스 역
- 테리 노터리 - 로켓 역
- 주디 그리어 - 코닐리아 역
- 맥스 로이드존스 - 블루 아이스 역
- 타이 올슨 - 레드 덩키 역
- 세라 캐닝 - 레이크 역
- 데븐 돌턴 - 코닐리어스 역
- 알렉스 파우노비치 - 윈터 역
- 알레산드로 줄리아니 - 스피어 역
- 토비 케벨 - 코바 역
- 마이클 애덤스웨이트 - 루카 역

### 인간
- 우디 해럴슨 - 대령 역
- 아미아 밀러 - 노바 역
- 가브리엘 차바리아 - 프리처 역

### 그 외
- 채드 룩 - 보일 역
- 티모시 웨버 - 엘더 역
- 딘 레드만 - XO 스톤 역
- 메르세데스 드 라 제다 - 랭 역
- 라우로 차트랜드 - 망보는 유인원 역
- 스티브 바란식 - 탱커 가드 역
- 제임스 피지나토 - 트래비스 역
- 빌리 윅크맨 - 헐떡이는 병사 역
- 리스 윌리엄스 - 알파 오메가 병사 역

## 후속작
아직 속편에 대한 정보가 나오지 않고 있다. 팬들은 3년마다 한편씩 나왔으므로 2020년에 나올 것이라는 추측을 하고 있지만, 디즈니가 폭스를 인수한 뒤 영화부 직원들을 대량 해고시켰기 때문에 속편이 나올지는 미지수. 사실 결말 자체도 어느 정도 깔끔하게 났기에 굳이 후속작이 안 나와도 오리지널 영화 시리즈랑 이어진다고 생각하면 편하다.
2019년에 메이즈 러너의 감독 웨스 볼이 연출하는 것으로 확정되었다. 이 영화가 재리부트라는 소식이 나왔으나 웨스 볼 감독은 재리부트가 아니라고 반박하였다. 진화의 시작에서 나왔던 화성 탐사선 떡밥이 새롭게 풀릴지 지켜 볼 일이다.
후속작 제목은 “Kingdom of the Planet of the Apes,”개봉일은 2024년 5월 24일.